# Leptocnemis
Leptocnemis is een geslacht van libellen (Odonata) uit de familie van de Breedscheenjuffers (Platycnemididae).

## Soorten
Leptocnemis omvat 1 soort:
- Leptocnemis cyanops (Selys, 1869)